# Cung Càn Thanh

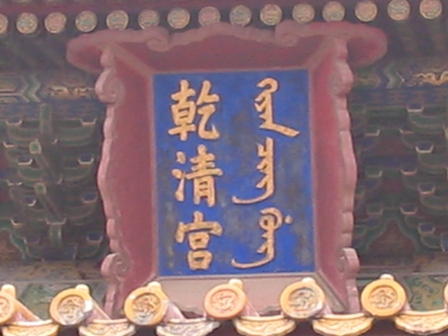
Tấm biển Càn Thanh cung với chữ Hán ở bên trái và chữ Mãn ở bên phải.

Cung Càn Thanh (chữ Hán: 乾清宫; bính âm: Qiánqīng gōng; tiếng Mãn: ᡴᡳᠶᠠᠨ
 ᠴᡳᠩ
 ᡤᡠᠩ, Möllendorff: kiyan cing gung, Abkai: kiyan qing gung) là một cung điện trong Tử Cấm Thành tại Bắc Kinh, Trung Quốc và là một trong Hậu Tam Điện (hai điện còn lại là điện Giao Thái và cung Khôn Ninh, tọa lạc ở trên cùng phía bắc của Tử Cấm Thành. Vào thời nhà Thanh, cung được sử dụng làm nơi hoàng đế thiết triều, họp bàn chính sự cùng các đại thần trong Quân cơ xứ.

## Từ nguyên
Càn Thanh Cung và Khôn Ninh Cung là tẩm cung của Hoàng đế và Hoàng hậu về mặt ý nghĩa truyền thống. Càn và Khôn là hai quẻ trong Chu Dịch, đại diện cho trời và đất. Trong chương 3 của Đạo đức kinh có chép: "Thiên đắc nhất dĩ thanh, địa đắc nhất dĩ ninh", ghép lại thành "Càn Thanh Khôn Ninh".

## Lịch sử

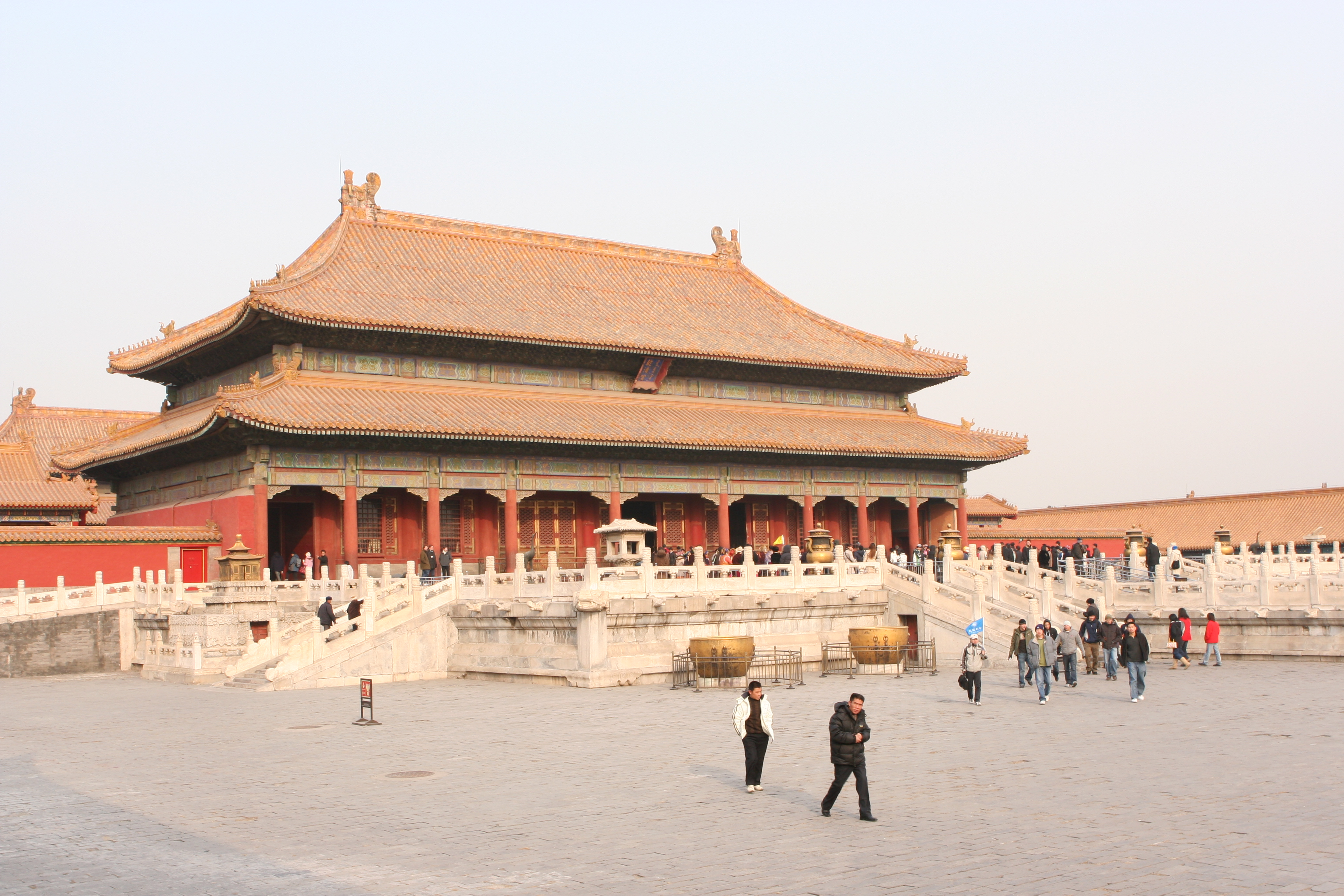
Càn Thanh Cung

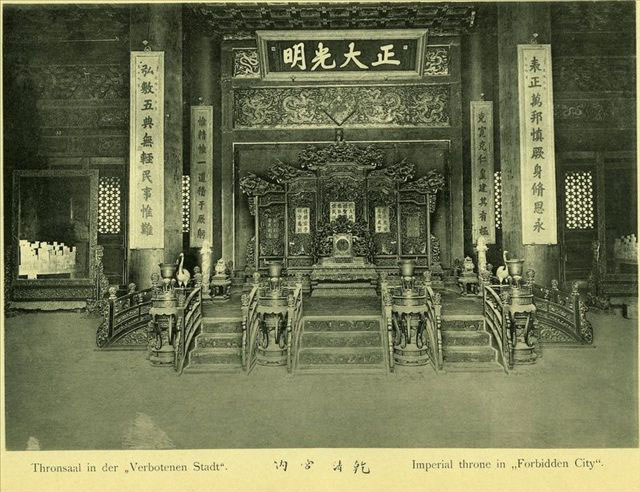
Chính điện Càn Thanh Cung năm 1990

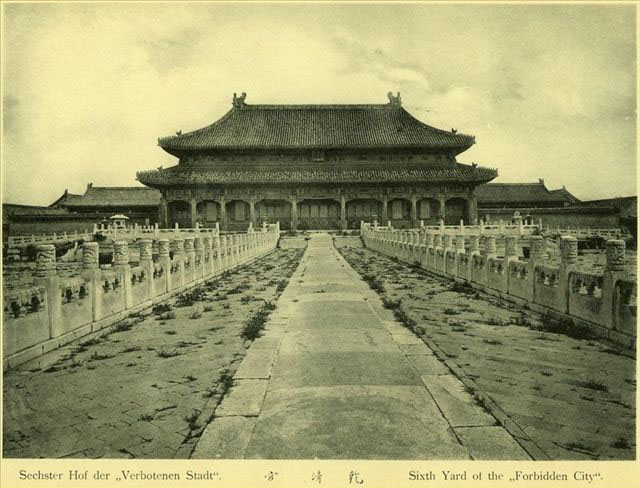
Càn Thanh Cung được chụp năm 1990

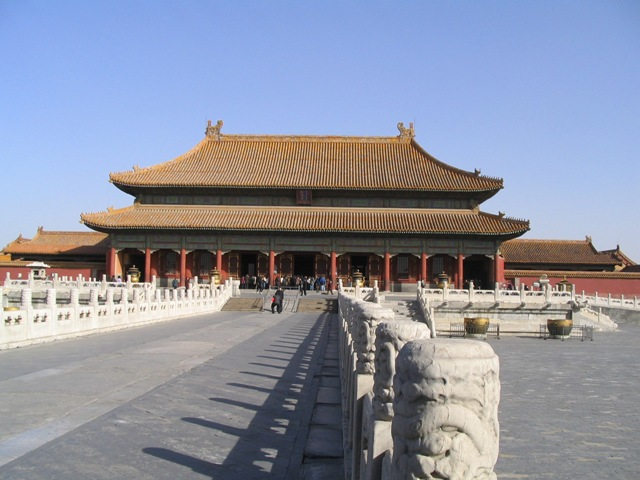
Cung Càn Thanh

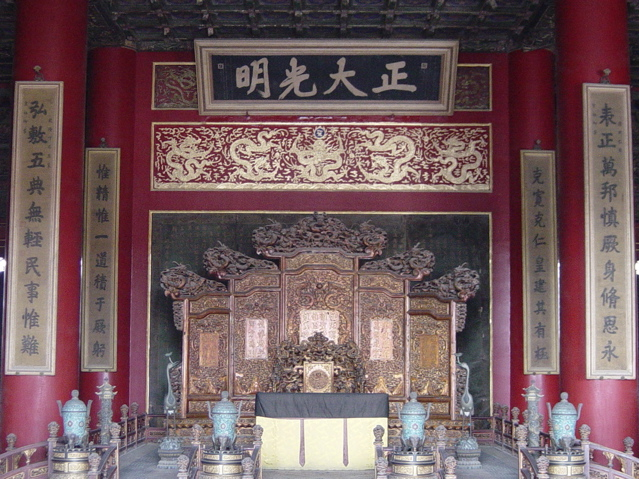
Chính điện Càn Thanh Cung năm 2004

Càn Thanh Cung được cho xây dựng vào năm Vĩnh Lạc thứ 18 (1420), nhưng chỉ 2 năm sau đã bị phá hủy do hỏa hoạn. Năm Chính Thống thứ 5 (1440), nơi này được trùng tu hoàn tất. Đến năm Chính Đức thứ 9 (1514), tối ngày 16 tháng giêng, vì phóng pháo hoa không cẩn thận nên đã gây ra hỏa hoạn, thiêu cháy cả Càn Thanh Cung và Khôn Ninh Cung, 5 năm sau thì hoàn thành việc trùng tu cả 2 cung điện. Năm Vạn Lịch thứ 24 (1596), Càn Thanh Cung và Khôn Ninh Cung lại tiếp tục bị thiêu hủy, việc trùng tu diễn ra trong 2 năm thì hoàn thành.
Tháng 4 năm 1644, Lý Tự Thành mang theo quân Đại Thuận tiến vào chiếm Bắc Kinh, lật đổ nhà Minh. Khi tướng lĩnh nhà Minh trấn giữ Sơn Hải quan là Ngô Tam Quế dẫn quân Thanh ập vào kinh thành, Lý Tự thành đã phóng hỏa đốt Tử Cấm thành trước khi rút lui về Thiểm Tây, Càn Thanh Cung một lần nữa bị thiêu rụi. Sau khi quân Thanh nhập quan, Càn Thanh Cung đã được trùng tu vào năm Thuận Trị thứ 12 (1655). Đến năm Gia Khánh thứ 2 (1797), Càn Thanh Cung một lần nữa phát sinh hỏa hoạn, bị thiêu hủy, 1 năm sau thì được xây dựng lại. Kiến trúc Càn Thanh Cung ngày nay chính là hình dạng và cấu tạo trong lần xây dựng lại cuối cùng này.
Trong thời nhà Minh, đó là nơi ở của Hoàng đế, từ Vĩnh Lạc Đế đến Sùng Trinh Đế có tất cả 14 vị Hoàng đế đã từng ở lại cung này. Không gian rộng lớn của cung chia thành hai lớp, mỗi lớp có 9 phòng và 27 chiếc giường. Mỗi đêm Hoàng đế sẽ chọn ngẫu nhiên một chiếc giường làm nơi nghỉ ngơi. Những án nổi tiếng của nhà Minh như "Hồng hoàn án" hay "Dời cung án" đều phát sinh ở Cung Càn Thanh này. Thời Minh, Càn Thanh Cung cũng từng là nơi để tang cho Hoàng đế.
Đầu thời Thanh, Càn Thanh Cung được xây dựng lại vào năm 1644 cho đến năm 1648 thì hoàn thành, trở thành nơi ở cho hậu phi. Đến năm Thuận Trị thứ 12 (1655), lại trùng tu quy mô lớn theo quy chế thời Minh,  bắt đầu trở thành tẩm cung của Hoàng đế. Nhưng bởi vì chất lượng công trình không tốt, đến lúc trời mưa sẽ bị rò rỉ nước nên đến năm 1660, Thuận Trị Đế đã không còn sử dụng nữa. Năm Khang Hi thứ 8 (1669), Càn Thanh Cung, Thái Hòa Điện và Giao Thái Điện đồng thời được xây dựng lại. Mười năm sau, Bắc Kinh xuất hiện động đất, Càn Thanh Cung lại được tu sửa một lần nữa vào năm Khang Hi thứ 19 (1680), một lần nữa trở thành tẩm cung của Hoàng đế. Nhưng khi Hoàng đế Ung Chính lên ngôi đã tự chuyển đến Dưỡng Tâm điện nhỏ hơn ở phía tây để tỏ lòng kính trọng với Khang Hi Đế. Ung Chính và những hoàng đế sau này cũng đều ở tại Dưỡng Tâm điện. Cung Càn Thanh sau đó trở thành nơi Hoàng đế thiết triều, xét án, tiếp đón sứ giả và tổ chức yến tiệc. Trên nền cao ở trung tâm điện là ngai vàng của Hoàng đế cùng một chiếc bàn để ông viết các chiếu chỉ và phê duyệt công văn từ các đại thần. Trên trần cung có chạm hình rồng cuộn.
Phía trên ngai vàng có treo một tấm biển với dòng chữ Chính Đại Quang Minh (chữ Hán: 正大光明; bính âm: zhèng dà guāng míng), là ngự bút của Hoàng đế Thuận Trị. Nó vốn là một thành ngữ với ý nghĩa: "Con người làm việc gì cũng phải đàng hoàng, trung thực, hợp với khuôn phép". Từ thời Ung Chính trở đi, Hoàng đế sẽ bí mật viết tên người sẽ kế vị ngai vàng của mình vào một tờ chiếu và đem cất nó đằng sau tấm biển Chính Đại Quang Minh. Sau khi Hoàng đế băng hà, các đại thần được giao nhiệm vụ sẽ tuyên bố di chiếu và cử hành lễ đăng quang. Càn Thanh Cung cũng là nơi tạm quàn lĩnh cữu của Hoàng đế nhà Thanh, từ Thuận Trị đến Quang Tự đều được quàn ở đây.

## Kiến trúc
Càn Thanh Cung là cung có quy mô lớn nhất trong khu vực Nội Đình, rộng 9 gian, sâu 5 gian, diện tích khoảng 1400m², phía trên là hai lớp mái lợp ngói lưu ly vàng. Cung Càn Thanh được xây dựng trên nền đá cẩm thạch đơn cấp, từ bậc thềm tính lên đỉnh cao khoảng 20 mét (66 ft).
Hai bên đông tây của Càn Thanh Cung có hai điện:
- Chiêu Nhân Điện (昭仁殿) là điện phía đông, từng là nơi ở của Khang Hi Đế, đến thời Càn Long thì được cải tạo trở thành nơi lưu trữ sách vở, tài liệu riêng của Hoàng đế.
- Hoằng Đức Điện (弘德殿) là điện phía tây, là phòng làm việc, nơi truyền đi các mệnh lệnh của Hoàng đế.

## Hành lang hai phía đông tây
Từ Càn Thanh Môn đến Khôn Ninh Môn có đông vũ và tây vũ bao bọc lại toàn bộ Hậu Tam Cung. Trên cả hai vũ mở rất nhiều cửa, để thông đến bên ngoài Hậu Tam Cung. Tính từ Càn Thanh Môn đến Khôn Ninh Môn, đông vũ có tất cả 5 cổng lần lượt là:
- Nhật Tinh Môn (日精门) nằm ở giữa Càn Thanh Môn và Càn Thanh Cung, mở về hướng đông.
- Long Quang Môn (龙光门) nằm ở giữa Càn Thanh Cung và Chiêu Nhân Điện, mở về hướng đông.
- Cảnh Hòa Môn (景和门) nằm ngay phía đông của Giao Thái Điện, mở về hướng đông.
- Vĩnh Tường Môn (永祥门) nằm phía đông Đông Noãn Điện của Khôn Ninh Cung, mở về hướng đông.
- Cơ Hóa Môn (基化门) nằm ở góc đông bắc của Khôn Ninh Cung, phía đông của Thọ Thiện Phòng, mở về hướng đông.

Đối xứng sang tây vũ cũng có tương ứng 5 cổng mở về hướng tây lần lượt là:
- Nguyệt Hoa Môn (月华门)
- Phượng Thải Môn (凤彩门)
- Long Phúc Môn (隆福门)
- Tăng Thụy Môn (增瑞门)
- Đoan Tắc Môn (端则门)

Trong đó Nhật Tinh Môn và Nguyệt Hoa Môn phân biệt nằm phía trước hai bên Càn Thanh Cung, ý chỉ "Càn Khôn Nhật Nguyệt minh, tứ hải đều thái bình". Hai bên đông vũ và tây vũ là từng dãy nhà liên tiếp được thiết lập các cơ quan với nhiều chức năng khác nhau giúp việc cho Hoàng đế. Ở hành lang phía đông (đông vũ), từ Càn Thanh Môn đến Giao Thái Điện lần lượt có các kiến trúc:
- Thượng Thư Phòng (上书房) nằm ngay sau Càn Thanh Môn, cách một bức tường vây, xoay mặt về hướng bắc (tức xoay về phía Càn Thanh Cung), rộng năm gian, cửa mở ở gian chính giữa. Đây là nơi dành cho các Hoàng tử, Hoàng tôn học tập. Bên trong phòng từng có một tấm biển "Dưỡng Chính Dục Đức"[Chú 2] do chính tay Càn Long Đế viết lên, và một cặp câu đối "Lập thân dĩ chí thành vi bản - Độc thư dĩ minh lý chi tiên"[Chú 3] do chính tay Ung Chính Đế viết. Năm 1912, khi cha ruột của Phổ Nghi là Thuần Thân vương Tái Phong nhiếp chính, có một khoảng thời gian đã lấy nơi này làm văn phòng.[12]
- Tự Khổng Xứ (祀孔处) nằm ở góc hành lang phía đông, xoay mặt về hướng bắc, chỉ rộng 2 gian, cửa mở ở gian phía tây. Đây là nơi để thờ cúng thần vị của Khổng Tử và các bậc tiên hiền, tiên nho. Dưới thời Càn Long, mỗi lần đến nguyên đán, ông đều đích thân đến Tự Khổng Xứ vào canh ba, hành lễ với các thần vị ở đây. Việc hành lễ trước thần vị Khổng Tử cũng là một nghi thức bắt buộc trước khi bắt đầu buổi học ở Thượng Thư Phòng, cả các Thái phó và Hoàng tử, Hoàng tôn đều phải thực hiện.[12]
- Ngự Dược Phòng (御药房) nằm ở phía bắc của Tự Khổng Xứ, rộng 3 gian, cửa mở về hướng tây. Đây là một cơ quan thuộc sự quản lý của Nội vụ phủ, chịu trách nhiệm việc dùng thuốc của Hoàng đế và hậu phi. Thái giám trong Ngự Dược Phòng có trách nhiệm đưa các Thái y đến các cung để khám bệnh, đảm nhiệm việc sắc thuốc và thu xếp nơi trực ban của ngự y ở Ngự Dược Phòng vào ban đêm. Ngoại trừ Càn Thanh Cung, ở bên ngoài các cung Ninh Thọ Cung, Từ Ninh Cung, Chung Túy Cung, Thọ Khang Cung và Thọ An Cung đều đặt một Ngự Dược Phòng, tất cả được gọi chung là "Cung trung lục trị" (宫中六值).[12]
- Nhật Tinh Môn (日精门) nằm ở phía bắc của Ngự Dược Phòng, cửa mở về phía đông, bên ngoài chính là bức tường dài chia Hậu Tam Cung và khu vực Đông Lục Cung.[12]
- Tự Minh Chung Xứ (自鸣钟处) nằm ở phía bắc của Nhật Tinh Môn, rộng ba gian, cửa mở ở gian chính giữa. Đây là nơi đặt đồng hồ của nhà Thanh.
- Đoan Ngưng Điện (端凝殿) nằm ở phía bắc của gian đặt đồng hồ và ngay phía đông của Càn Thanh Cung, rộng ba gian, cửa hướng về phía tây và mở ở gian chính giữa. Mặc dù có tên là "Điện" nhưng Đoan Ngưng Điện lại không được xây dựng theo hình dạng và cấu tạo của "Điện" thông thường. Đây là phòng quần áo của Hoàng đế nhà Thanh, trong đây bảo quản các loại quần áo, mũ nón, dây thắt lưng hay giày của Hoàng đế.[13]
- Ngự Trà Phòng (御茶房) nằm ở phía bắc của Đoan Ngưng Điện và phía đông của Chiêu Nhân Điện, rộng ba gian, cửa mở ở gian chính giữa. Đây là phòng trà chuyên dụng của Hoàng đế; Thái hậu, Hoàng hậu hay Hoàng tử đều có phòng trà chuyên dụng riêng.

Đối xứng sang tây vũ cũng có các kiến trúc tương ứng:
- Nam Thư Phòng (南书房) rộng bốn gian, cửa mở ở gian thứ hai tính từ tây sang đông, phía trước có bậc thềm. Nơi này nguyên là nơi đọc sách của Khang Hi Đế, tục xưng "Nam trai". Năm Khang Hi thứ 16 (1677) bắt đầu thiết lập Nam Thư Phòng, lệnh cho Thị giảng Học sĩ Trương Anh, Nội các Học sĩ Cao Sĩ Kì vào trực. Từ đây cũng xuất hiện danh xưng "nhập trị Nam Thư Phòng).
- Kính Sự Phòng (敬事房) rộng ba gian, cửa mở ra hướng tây ở gian phía tây. Đây là nơi làm việc của các Thái giám Tổng quản và Phó tổng quản, cũng là trụ sở làm việc chính của các thái giám, thuộc sự quản lý của Nội vụ phủ.
- Nội tấu sự xứ (内奏事处房) hay còn gọi Nội tấu sự phòng (内奏事房) rộng ba gian, cửa mở ở gian chính giữa. Mỗi ngày, quan trực ban ở "Ngoại tấu sự xứ" (đặt ở phòng trực phía đông bên ngoài Càn Thanh Môn) sẽ nhận tấu chiết của các quan lại, sau đó giao đến cho Nội tấu sự xứ. Thái giám trong Nội tấu sự xứ sẽ tiếp tục mang tấu chiết dâng lên cho Hoàng đế. Nhân viên trong Nội tấu sự xứ đều là thái giám.
- Nguyệt Hoa Môn (月华门) đối xứng với Nhật Tinh Môn, bên ngoài chính là bức tường dài chia Hậu Tam Cung và khu vực Tây Lục Cung.[12]
- Phê bản xứ (批本处) rộng ba gian, cửa mở ở gian chính giữa. Đây là cơ quan trung chuyển văn thư của nhà Thanh, chịu sự quản lý của Nội các. Những văn kiện do các cơ quan trung ương báo lên Hoàng đế, thông qua sự sàng lọc của Nội các, sau đó mới dâng lên cho Hoàng đế. Sau khi Hoàng đế phê duyệt xong, các văn kiện này sẽ được giao trở về Phê bản xứ, rồi từ Phê bản xứ chuyển đến Nội các để các Đại học sĩ ghi chép lại những ý chỉ do Hoàng đế ban hành. Những người làm việc của Phê bản xứ là các Trung thư, Hàn lâm người Mãn.
- Mậu Cần Điện (懋勤殿) rộng ba gian, nằm ngay phía tây của Hoằng Đức Điện. Cũng tương tự như Đoan Ngưng Điện, Mậu Cần Điện hoàn toàn không được xây theo quy chế của các "điện" thông thường. Đây từng là nơi đọc sách của Khang Hi khi còn nhỏ, về sau đây là nơi cất giữ các dụng cụ văn phòng tứ bảo. Ngoài ra, Mậu Cần Điện cũng là nơi các Hoàng đế nhà Thanh quyết định phạm nhân bị tử hình sau mùa thu. Mỗi năm đến kỳ phán xét mùa thu, Hoàng đế sẽ đích thân ngự ở Mậu Cần Điện duyệt các chiêu sách (những quyển tự thú tội), các quan Đại học sĩ và Học sĩ của Nội các hay các quan của Hình bộ đều sẽ ở đây đợi dụ chỉ quyết định của Hoàng đế.[12]